# Quốc kỳ Cộng hòa Xã hội chủ nghĩa Xô viết Estonia
Quốc kỳ Cộng hòa Xã hội chủ nghĩa Xô viết Estonia đã được thông qua bởi chính phủ Estonia Xô viết và Liên xô vào ngày 6 tháng 2 năm 1953.
Xô viết Tối cao Estonia đã mô tả về lá cờ:

"Quốc kỳ Cộng hòa Xã hội chủ nghĩa Xô viết Estonia bao gồm cờ có nền màu đỏ, có dải lượn sóng màu xanh với hai sọc trắng trên đầu, tạo thành dọc theo chiều dài của cờ sáu ngọn sóng. Ba phần mười (3/10) chiều rộng của cờ. Thanh màu đỏ trên cùng bằng một nửa chiều rộng của cờ, sọc đỏ phía dưới - một phần năm (1/5) chiều rộng của cờ ở đầu phần màu đỏ của lá cờ ở góc trên bên trái, ở khoảng cách một phần sáu chiều dài của lá cờ tính từ cột cờ, mô tả một cây búa và liềm vàng và phía trên chúng là một ngôi sao đỏ năm cánh được viền bởi viền vàng. Chiều rộng tỉ lệ với chiều dài là 1:2."

Quốc kỳ của Estonia Xô viết khá giống cờ Latvia Xô viết 